# Kangnam
Yasuo Namekawa (滑川 康, Namekawa Yasuo, connu anciennement sous le nom YA-CHA, et actuellement sous Kangnam), né le 23 mars 1987, est un chanteur coréo-japonais. Il faisait partie du boys band japonais Kick Chop Busters (appelé KCB) jusqu’en 2010 où il quitta le groupe. Depuis 2011, Kangnam est chanteur principal du boys band coréen Most Incredible Busters (appelé M.I.B) avec trois autres chanteurs sud-coréens.
Son père est japonais et sa mère est sud-coréenne.